# Jaysuma Saidy Ndure
Jaysuma Saidy Ndure (Bakau, 1º gennaio 1984) è un ex velocista gambiano naturalizzato norvegese.
È il detentore dei record norvegesi dei 100 metri piani (9"99) e dei 200 metri piani (19"89), nonché dei 60 metri piani indoor (6"55). In carriera ha vinto la medaglia di bronzo nei 100 metri piani agli Europei di Helsinki 2012 con il tempo di 10"17.

## Record nazionali
Seniores
- 60 metri piani indoor: 6"55 ( Gand, 24 febbraio 2008)
- 100 metri piani: 9"99 ( Losanna, 30 giugno 2011)
- 100 metri piani indoor: 10"19 ( Florø, 15 febbraio 2014)
- 200 metri piani: 19"89 ( Stoccarda, 23 settembre 2007)

## Palmarès
| Anno                             | Manifestazione  | Sede           | Evento      | Risultato        | Prestazione | Note                                     |
| -------------------------------- | --------------- | -------------- | ----------- | ---------------- | ----------- | ---------------------------------------- |
| In rappresentanza del Gambia     |                 |                |             |                  |             |                                          |
| 2004                             | Giochi olimpici | Atene          | 100 m piani | Quarti di finale | 10"39       |                                          |
| 2004                             | Giochi olimpici | Atene          | 200 m piani | Quarti di finale | 20"73       |                                          |
| In rappresentanza della Norvegia |                 |                |             |                  |             |                                          |
| 2008                             | Giochi olimpici | Pechino        | 100 m piani | Quarti di finale | 10"14       |                                          |
| 2008                             | Giochi olimpici | Pechino        | 200 m piani | Semifinale       | dns         |                                          |
| 2009                             | Mondiali        | Berlino        | 100 m piani | Semifinale       | 10"20       |                                          |
| 2009                             | Mondiali        | Berlino        | 200 m piani | Batteria         | dns         |                                          |
| 2010                             | Europei         | Barcellona     | 100 m piani | 6º               | 10"31       |                                          |
| 2010                             | Europei         | Barcellona     | 200 m piani | 5º               | 20"63       |                                          |
| 2010                             | Europei         | Barcellona     | 4×100 m     | Batteria         | 40"04       |                                          |
| 2011                             | Mondiali        | Taegu          | 100 m piani | Semifinale       | 10"21       |                                          |
| 2011                             | Mondiali        | Taegu          | 200 m piani | 4º               | 19"95       | Miglior prestazione personale stagionale |
| 2012                             | Europei         | Helsinki       | 100 m piani | Bronzo           | 10"17       |                                          |
| 2012                             | Giochi olimpici | Londra         | 100 m piani | Batteria         | 10"28       |                                          |
| 2012                             | Giochi olimpici | Londra         | 200 m piani | Semifinale       | 20"42       |                                          |
| 2013                             | Europei indoor  | Göteborg       | 60 m piani  | 4º               | 6"61        |                                          |
| 2013                             | Mondiali        | Mosca          | 200 m piani | 8º               | 20"37       |                                          |
| 2014                             | Europei         | Zurigo         | 100 m piani | 6º               | 10"35       |                                          |
| 2014                             | Europei         | Zurigo         | 200 m piani | Batteria         | 20"78       |                                          |
| 2016                             | Europei         | Amsterdam      | 200 m piani | Semifinale       | 20"92       |                                          |
| 2016                             | Europei         | Amsterdam      | 4×100 m     | Batteria         | 39"35       | Miglior prestazione personale stagionale |
| 2016                             | Giochi olimpici | Rio de Janeiro | 200 m piani | Batteria         | 20"78       |                                          |